# Moyenne quasi-arithmétique
En mathématiques et en statistiques, les moyennes quasi-arithmétiques, ou moyennes de Kolmogorov ou moyennes de Kolmogorov - Nagumo- de Finetti ou encore moyennes selon une fonction f  constituent une généralisation de la moyenne (de Hölder) d'ordre p (qui est elle-même une généralisation des moyennes usuelles : arithmétique, géométrique, etc.). Elles sont paramétrées par une fonction f.

## Définition
Soit {\displaystyle f} une fonction d'un intervalle {\displaystyle I\subset \mathbb {R} } dans les nombres réels, continue et injective.
La moyenne selon la fonction f  (ou f - moyenne) des {\displaystyle n} nombres {\displaystyle x_{1},\dots ,x_{n}\in I} est définie par {\displaystyle M_{f}(x_{1},\dots ,x_{n})=f^{-1}\left({\frac {f(x_{1})+\cdots +f(x_{n})}{n}}\right)}, que l'on peut aussi écrire
{\displaystyle M_{f}({\vec {x}})=f^{-1}\left({\frac {1}{n}}\sum _{k=1}^{n}f(x_{k})\right)}
Il est nécessaire que {\displaystyle f} soit injective pour que son inverse {\displaystyle f^{-1}} soit définie. Comme {\displaystyle f} est continue et {\displaystyle I} est un intervalle, {\displaystyle {\frac {f(x_{1})+\cdots +f(x_{n})}{n}}} appartient bien à l'ensemble de définition {\displaystyle f(I)} de {\displaystyle f^{-1}}, car ce dernier est un intervalle.
Comme {\displaystyle f} est injective et continue, elle est strictement monotone, d'où il découle que la moyenne selon f est toujours comprise entre le minimum et le maximum des nombres en argument :
{\displaystyle \min(x_{1},\ldots ,x_{n})\leqslant M_{f}(x_{1},\ldots ,x_{n})\leqslant \max(x_{1},\ldots ,x_{n})}

## Exemples
Dans les exemples suivants, {\displaystyle I=\mathbb {R} }, {\displaystyle \mathbb {R} _{+}} ou {\displaystyle \mathbb {R} _{+}^{*}}.
- Pour {\displaystyle f(x)=ax+b}, la moyenne selon f correspond à la moyenne arithmétique quels que soient {\displaystyle a\neq 0} et {\displaystyle b} (voir la propriété d'invariance d'échelle infra).
- Pour  {\displaystyle f(x)=\log _{a}x}, la moyenne selon f  correspond à la moyenne géométrique quelle que soit la base du logarithme dès lors que celle-ci est positive et différente de 1.
- Pour {\displaystyle f(x)={\frac {1}{x}}}, la moyenne selon f  correspond à la moyenne harmonique.
- Pour {\displaystyle f(x)=x^{p}}, la moyenne selon f  correspond à la moyenne d'ordre {\displaystyle p}.
- Pour {\displaystyle f(x)=e^{x}}, la {\displaystyle f}-moyenne est une version décalée d'une constante de la fonction  LogSumExp (en) : {\displaystyle M_{f}(x_{1},\dots ,x_{n})=\mathrm {LSE} (x_{1},\dots ,x_{n})-\ln(n)}. Le {\displaystyle -\ln(n)} correspond à la division par {\displaystyle n}.
- Par contre, la moyenne logarithmique n'est pas une moyenne quasi-arithmétique [4].

## Propriétés
Les propriétés suivantes sont exactes pour toute fonction {\displaystyle f} satisfaisant à la définition ci-dessus :
Symétrie : La valeur de {\displaystyle M_{f}} est invariante par permutation de ses arguments.
Point fixe : {\displaystyle \forall x\in I,M_{f}(x,\dots ,x)=x}.
Croissance : {\displaystyle M_{f}} est croissante en chacune de ses variables {\displaystyle x_{i}} (puisque {\displaystyle f} et {\displaystyle f^{-1}} sont monotones de même sens).
Continuité : {\displaystyle M_{f}} est continue en chacune de ses variables (puisque {\displaystyle f} est continue).
Substitution : n'importe quel ensemble formé par {\displaystyle k} de ses arguments peut être remplacé par sa {\displaystyle f}-moyenne répétée {\displaystyle k} fois, sans changer le résultat de la {\displaystyle f}-moyenne globale. Si l'on note {\displaystyle m=M_{f}(x_{1},\dots ,x_{k})} on a ainsi:
{\displaystyle M_{f}(x_{1},\dots ,x_{k},x_{k+1},\dots ,x_{n})=M_{f}(\underbrace {m,\dots ,m} _{k{\text{ fois}}},x_{k+1},\dots ,x_{n})}
Partitionnement (ou associativité) : Le calcul de la moyenne selon f  peut être séparé en plusieurs calculs de sous-ensembles de même taille :
{\displaystyle M_{f}(x_{1},\dots ,x_{nk})=M_{f}(M_{f}(x_{1},\dots ,x_{k}),M_{f}(x_{k+1},\dots ,x_{2k}),\dots ,M_{f}(x_{(n-1)k+1},\dots ,x_{nk}))}
Auto-distributivité : Pour toute moyenne de Kolmogorov {\displaystyle M} de deux arguments, on a :
{\displaystyle M(x,M(y,z))=M(M(x,y),M(x,z))}.
Médialité : Pour toute moyenne de Kolmogorov {\displaystyle M} de deux arguments, on a :
{\displaystyle M(M(x,y),M(z,w))=M(M(x,z),M(y,w))}.
Équilibrage : Pour toute moyenne de Kolmogorov {\displaystyle M} de deux arguments, on a :
{\displaystyle M\left(M(x,M(x,y)),M(y,M(x,y))\right)=M(x,y)}.
Invariance d'échelle : La moyenne de Kolmogorov est invariante par translation et homothétie de la fonction {\displaystyle f}:
{\displaystyle \forall a,\ \forall b\neq 0,((\forall t,\ g(t)=a+b\cdot f(t))\Rightarrow \forall x;\ M_{f}(x)=M_{g}(x)}.

## Caractérisation
Il existe plusieurs ensembles de propriétés qui caractérisent la moyenne de Kolmogorov (c'est-à-dire que pour toute fonction {\displaystyle {\mathcal {M}}} satisfaisant ces propriétés, il existe une fonction {\displaystyle f} telle que {\displaystyle {\mathcal {M}}=M_{f}}).
- La médialité est essentiellement suffisante pour caractériser une moyenne de Kolmogorov[5]:chapitre 17.
- L'auto-distributivité est essentiellement suffisante pour caractériser une moyenne de Kolmogorov[5]:chapitre 17.
- Kolmogorov a démontré que les cinq propriétés de symétrie, point fixe, croissance, continuité et substitution caractérisent entièrement une moyenne de Kolmogorov [6].
- Équilibrage: Une question intéressante consiste à savoir si cette propriété peut remplacer celle de substitution parmi les propriétés précédentes, c'est-à-dire si les cinq propriétés de symétrie, point fixe, croissance, continuité et équilibrage suffisent à caractériser une moyenne de Kolmogorov. Georg Aumann (en) a démontré dans les années 1930 que la réponse, en général, est non [7], mais qu'il suffit d'ajouter l'hypothèse que {\displaystyle {\mathcal {M}}} soit analytique pour que ce soit le cas[8].

## Homogénéité
Les moyennes sont habituellement homogènes, mais pour presque toutes les fonctions {\displaystyle f}, la moyenne selon f  ne l'est pas. En fait, les seules moyennes de Kolmogorov homogènes sont les moyennes d'ordre p (Hardy–Littlewood–Pólya).
La propriété d'homogénéité peut cependant être obtenue en normalisant les arguments par une moyenne (homogène) {\displaystyle C}.
{\displaystyle M_{f,C}(x)=C(x)\cdot f^{-1}\left({\frac {f\left({\frac {x_{1}}{C(x)}}\right)+\cdots +f\left({\frac {x_{n}}{C(x)}}\right)}{n}}\right)}
Cependant, cette modification peut violer les propriétés de croissance et de partitionnement.

## Espérance selon une fonction
De façon analogue à la moyenne selon une fonction {\displaystyle f}, on définit l'espérance selon {\displaystyle f} (ou espérance de Kolmogorov) d'une variable aléatoire {\displaystyle X} à valeurs dans {\displaystyle I} par:
{\displaystyle \mathbb {E} _{f}[X]=f^{-1}\left(\mathbb {E} [f(X)]\right)}.
La moyenne selon {\displaystyle f} et l'espérance selon {\displaystyle f} vérifient un théorème central limite : si {\displaystyle \mathbb {E} _{f}[X]} existe et si {\displaystyle f} est dérivable en ce point, alors pour toute suite {\displaystyle {(X_{n})}_{n\geq 1}} de variables aléatoires indépendantes et de même loi que {\displaystyle X}, la suite de variables aléatoires {\displaystyle {\sqrt {n}}\left(M_{f}(X_{1},\dots ,X_{n})-\mathbb {E} _{f}[X]\right)} converge en loi vers une loi normale.